# Vogelruh
Vogelruh (auch Fuchsloch genannt; fränkisch: Dund bain Fouchl oder Daus bain Fouchl) ist ein Gemeindeteil des Marktes Geiselwind im unterfränkischen Landkreis Kitzingen. Vogelruh liegt in der Gemarkung Holzberndorf.

## Geografische Lage
Die Einöde liegt im äußersten Osten des Geiselwinder Gemeindegebiets. Eine Gemeindeverbindungsstraße führt nach Aschbach zur Kreisstraße BA 20 (0,7 km nordöstlich) bzw. zu einem Kreisverkehr der Staatsstraße 2260 (0,3 km südwestlich).

## Geschichte
Der Ortsname der Einöde verweist nicht auf die geographische Lage oder ein historisches Flurstück, sondern geht auf den Nachnamen des Erbauers des Anwesens zurück. Im Volksmund blieb deshalb auch die ursprüngliche Flur, in der die Einöde steht als Ortsname, Fuchsloch, erhalten. Der Gemeindeteil entstand im Jahr 1904. Der Holzberndorfer Friedrich Vogel errichtete damals am Rande der Gemarkung Holzberndorf ein Anwesen, das aus Wohnhaus, Stall, Remise, Bienenstand und Garten bestand.
Die Namensvergabe nach dem eigenen Nachnamen entstammt ursprünglich dem absolutistischen Adel des 18. Jahrhunderts. Im 19. Jahrhundert griff auch das reiche Bürgertum diese Mode auf. Aus postalischen Gründen beantragte Friedrich Vogel im Jahr 1930 zu einem eigenen Ortsteil aufgewertet zu werden. Am 4. Juli 1930 befürwortete das Bezirksamt Scheinfeld diesen Vorschlag. Nach dem Tod des Ehepaars Vogel wurde das Haus lediglich als Wochenendhaus der Erben genutzt. Im Zuge der Gebietsreform in Bayern wurde Vogelruh am 1. Mai 1978 nach Geiselwind eingegliedert.

### Einwohnerentwicklung
| Jahr        | 001950 | 001961 | 001970 | 001987 |
| Einwohner   | 2      | 0      | 0      | 0      |
| Wohngebäude | 1      | 1      |        | 1      |
| Quelle      | [ 8 ]  | [ 9 ]  | [ 10 ] | [ 1 ]  |